# إرنست بي غودريش
إرنست بي غودريش (بالإنجليزية: Ernest P. Goodrich)‏ هو مدير فني ومهندس مدني أمريكي، ولد في 7 مايو 1874 في بلدة ديكاتور في الولايات المتحدة، وتوفي في 7 أكتوبر 1955 في بروكلين في الولايات المتحدة.